# Coupe d'Islande de football 2006
La coupe d'Islande 2006 de football (VISA-bikar karla 2006) est la 47e édition de la compétition.
Elle s'est achevée le 30 septembre 2006 par la victoire de l'ÍBK Keflavík sur le KR Reykjavík.

## Déroulement de la compétition

### Quart de finale
Les matchs de ce tour ont été joués les 23 et 24 juillet 2006.
| Équipe 1                          | Score | Équipe 2                             |       |
| ÍA Akranes (Landsbankadeild)      | 3 - 4 | ÍBK Keflavík (Landsbankadeild)       |       |
| Valur Reykjavík (Landsbankadeild) | 1 - 2 | Víkingur Reykjavík (Landsbankadeild) |       |
| KA Akureyri (1. Deild)            | 1 - 5 | Þróttur Reykjavík (1. Deild)         |       |
| KR Reykjavík (Landsbankadeild)    | 1 - 1 | ÍBV Vestmannaeyjar (Landsbankadeild) | 4-2** |

 **  après tirs au but

### Demi-finale
Les matchs de ce tour ont été joués les 28 et 29 août 2006.
| Équipe 1                             | Score | Équipe 2                       |   |
| Víkingur Reykjavík (Landsbankadeild) | 0 - 4 | ÍBK Keflavík (Landsbankadeild) |   |
| Þróttur Reykjavík (1. Deild)         | 0 - 1 | KR Reykjavík (Landsbankadeild) | * |

 *  après prolongations

### Finale
Le match s'est joué le 30 septembre 2006 au Laugardalsvöllur de Reykjavik. 
| Équipe 1                       | Score | Équipe 2                       |
| KR Reykjavík (Landsbankadeild) | 0-2   | ÍBK Keflavík (Landsbankadeild) |

## Source
- Résultats de la Coupe d'Islande 2006 sur le site de la fédération islandaise de football